# Västerås IK
Pour le club de hockey sur glace, voir VIK Västerås HK.
Ne doit pas être confondu avec Västerås SK FK.
Le Västerås IK est un club suédois de football basé à Västerås.
Le club évolue en première division suédoise lors de la saison 1924-1925.
L'international suédois Fredrik Stenman commence sa carrière dans ce club.